# Wildest Dreams (Taylor Swift)
Wildest Dreams is een single van de Amerikaanse zangeres Taylor Swift uit 2015. Het is de vijfde single van haar vijfde studioalbum 1989. De single was een hit in Noord-Amerika en Oceanië, maar in Europa bleef het een bescheiden hit.
In september 2021 bracht Swift een nieuwe opname van 'Wildest Dreams' uit onder de naam 'Wildest Dreams (Taylor's Version)'. Dit deed zij als onderdeel van haar plan om haar eerste zes albums opnieuw op te nemen na een conflict met haar voormalige platenlabel. Het was de eerste heropname die Swift uitbracht van haar album 1989. In tegenstelling tot de originele versie wist de opnieuw opgenomen versie wel de Nederlandse hitlijsten te behalen met een 77e plek in de Single Top 100.

## Achtergrond
Swift schreef 'Wildest Dreams' samen met Shellback en Max Martin, met wie zij ook aan andere nummers op 1989 werkte (waaronder hits 'Shake It Off', 'Blank Space' en 'Bad Blood'). Volgens de credits van het nummer gebruikte Swift haar eigen hartslag voor de beat in het nummer. Via Twitter kondigde Swift in augustus 2015 aan dat ze 'Wildest Dreams' uit zou brengen als single. Op 31 augustus 2015 kwam de single uit samen met de videoclip.

## Ontvangst
Bij het verschijnen van 1989 werd 'Wildest Dreams' niet bijzonder positief ontvangen. Sommige recensenten vonden dat Swift er vooral mee liet zien dat ze hetzelfde kon als andere artiesten. Met name de vergelijking met Lana Del Rey werd gemaakt. Anderen vonden dat het nummer potentieel had. De meningen na een paar jaar sloegen echter om in enthousiasme. NME plaatste de single op de 25ste plek in een lijst van Swifts nummers en Rob Sheffield schreef voor Rolling Stone in 2019 dat het nummer steeds beter leek te worden.
Qua hitnoteringen deed het nummer het vooral goed in Noord-Amerika en Oceanië. In de Amerikaanse Billboard Hot 100 haalde 'Wildest Dreams' de vijfde positie. In Canada, Australië en Nieuw-Zeeland behaalde 'Wildest Dreams' ook een top 10-positie in de hitlijsten. In Europa werd het nummer een klein hitje. In Nederland moest het nummer het met een 12e positie in de Tipparade doen, in de Vlaamse Ultratop 50 haalde het een bescheiden 33e positie.

## Videoclip
De videoclip kwam uit op hetzelfde moment dat de single naar radiostations gestuurd werd, namelijk eind augustus 2015. De clip was voor het eerst te zien tijdens de preshow van de MTV Video Music Awards in 2015. In de clip is Swift te zien als actrice in de jaren '50 die een film opneemt in Afrika en daar een relatie begint met haar tegenspeler. Eenmaal terug in Hollywood blijkt haar tegenspeler getrouwd te zijn.
De videoclip kwam onder vuur te liggen omdat de video zich afspeelt in de jaren '50 in Afrika maar niets laat zien van het kolonialisme dat destijds plaats vond en maar weinig donkere mensen laat meespelen. Daarmee zou de video kolonialisme verheerlijken. Regisseur Joseph Kahn reageerde op de aantijgingen door te laten weten dat er besloten was om niet meer donkere mensen in de clip te vertonen omdat dat historisch gezien dat niet zou kloppen. Daarnaast beargumenteerde hij dat de clip is gemaakt door verschillende personen van kleur, waaronder verschillende Afro-Amerikanen en Kahn zelf die een Aziatische Amerikaan is.

## Live uitvoeringen en andere versies
Swift vertolkte 'Wildest Dreams' op haar 1989 World Tour als onderdeel van een mashup met 'Enchanted' van haar derde album, Speak Now. Daarnaast speelde ze het nummer tijdens een optreden bij het Grammymuseum.
Als onderdeel van zijn cover van het volledige album 1989 bracht Ryan Adams zijn eigen versie van 'Wildest Dreams' uit. Het verschil met Swifts versie is dat Adams "standing in your nice dress" zingt in plaats van "standing in a nice dress". Een instrumentale cover van het nummer werd gebruikt in het eerste seizoen van de Netflixserie Bridgerton.

## Taylor's version
'Wildest Dreams (Taylor's Version)' is een nieuwe opname van  'Wildest Dreams' die Swift op 17 september 2021 uitbracht via Republic Records.

### Achtergrond en uitgave
Naar aanleiding van een conflict over de rechten over haar masteropnamen met haar voormalig platenlabel kondigde Swift in 2019 aan dat ze haar eerste zes albums opnieuw zou opnemen, zodat ze zelf over de masterrechten zou beschikken. In april 2021 bracht Swift haar eerste opnieuw opgenomen album, Fearless (Taylor's Version), uit. Een paar maanden later kondigde ze het tweede album, Red (Taylor's Version), aan.
Ondertussen had Swift al een klein stukje van 'Wildest Dreams (Taylor's Version)' ten gehore gebracht in de trailer voor de film Spirit Untamed, maar er leken geen concrete plannen te zijn om de volledige versie of andere nummers van 1989 uit te brengen. In de week van 13 september 2021 won de originele versie van 'Wildest Dreams' echter plotseling aan populariteit door een trend op TikTok. Het aantal streams op Spotify verdubbelde bijvoorbeeld bijna, van 400.000 streams per dag naar 700.000 streams per dag. Aan het eind van de week besloot Swift 'Wildest Dreams (Taylor's Version)' uit te brengen op 17 september. Ze plaatste een TikTok met het nummer en bracht het uit via streamingdiensten. De opname kwam als een verrassing omdat er nog geen aankondiging was geweest over de heropname van 1989 of de nummers daarop, maar wel over de nieuwe versie van Red, waar nog geen singles van waren verschenen.
'Wildest Dreams (Taylor's Version)' klinkt vrijwel hetzelfde als een origineel, maar media merkten op dat Swifts stem volwassener en beter klinkt op de nieuwe opname.

### Ontvangst
Direct na release werd 'Wildest Dreams (Taylor's Version)' goed beluisterd. In de eerste vier uur nadat het nummer uit was, werd het 2 miljoen keer beluisterd op Spotify. Dit was een record voor het nummer, aangezien de originele versie maximaal 750,000 keer beluisterd was op een dag tot op dat moment.
Daarnaast bereikte de nieuw opgenomen versie de hitlijsten in verschillende landen. In zowel het Verenigd Koninkrijk als Ierland streefde de nieuwe opname de originele versie voorbij. Zo bereikte 'Wildest Dreams (Taylor's Version)' de 25e (ten opzichte van de 40e) en de 15e (ten opzichte van de 39e) plek in respectievelijk de Britse en Ierse hitlijsten. In Nederland behaalde het nummer een 69e plek in de Single Top 100 en deed het daarmee beter dan de originele versie die helemaal geen hitnoteringen had in Nederland.

### HitnoteringenSingle Top 100
| Hitnoteringen: (Week 1 t/m 2): 25-09-2021 t/m heden | Hitnoteringen: (Week 1 t/m 2): 25-09-2021 t/m heden | Hitnoteringen: (Week 1 t/m 2): 25-09-2021 t/m heden |
| Week:                                               | 1                                                   | 2                                                   |
| --------------------------------------------------- | --------------------------------------------------- | --------------------------------------------------- |
| Positie:                                            | 77                                                  | 69                                                  |